# 內科克利
內科克利是哥倫比亞的城鎮，位於該國西北部，由安蒂奧基亞省負責管轄，距離首府麥德林409公里，始建於1535年，面積1,361平方公里，海拔高度8米，2002年人口40,277。

## 外部連結
- El Tiempo; Necoclí, la tierra a donde llegaron los conquistadores

8°25′N 76°47′W / 8.417°N 76.783°W